# Лаварово
Лаварово — упразднённый хутор в Минераловодском районе Ставропольского края. Проживали немцы. 

## География
Хутор располагался на канале Широкий в 6 км к северо-востоку от села Ульяновка.

## История
Меннонитское село Лаварово основано в 1914 году немцами-переселенцами из Херсонского уезда Херсонской губернии. 
На 1925 год колония Лаварово входила в состав Николаево-Степного сельсовета Минераловодского района Терского округа.
Хутор снят с учёта в 1980 году.

## Население
| Год     | 1917 | 1920 | 1926 |
| ------- | ---- | ---- | ---- |
| Человек | 78   | 158  | 183  |

## Инфраструктура
Личное подсобное хозяйство. В колонии на 1925 год насчитывался 31 двор.

## Транспорт
Просёлочные дороги